# Slunce, voda, vzduch
Slunce, voda, vzduch je skulptura z pískovce, která je ve Strašnicích v Praze 10 a v geomorfologickém celku Pražská plošina.

## Historie a popis díla
Slunce, voda, vzduch vytvořil český umělec Jiří Prádler (1929–1993) z pískovce technikou sekání v roce 1989. Na tvarově proměnlivém a mírně konickém sloupu jsou umístěny tři tváře. Tváře symbolicky představují Slunce, vodu a vzduch, což byl v 80. letech 20. století v Československu poměrně oblíbený umělecký motiv. Dílo je umístěno na parkovišti před obytnými bloky a není příliš dobře vidět.

## Další informace
Dílo je celoročně volně přístupné.

## Galerie

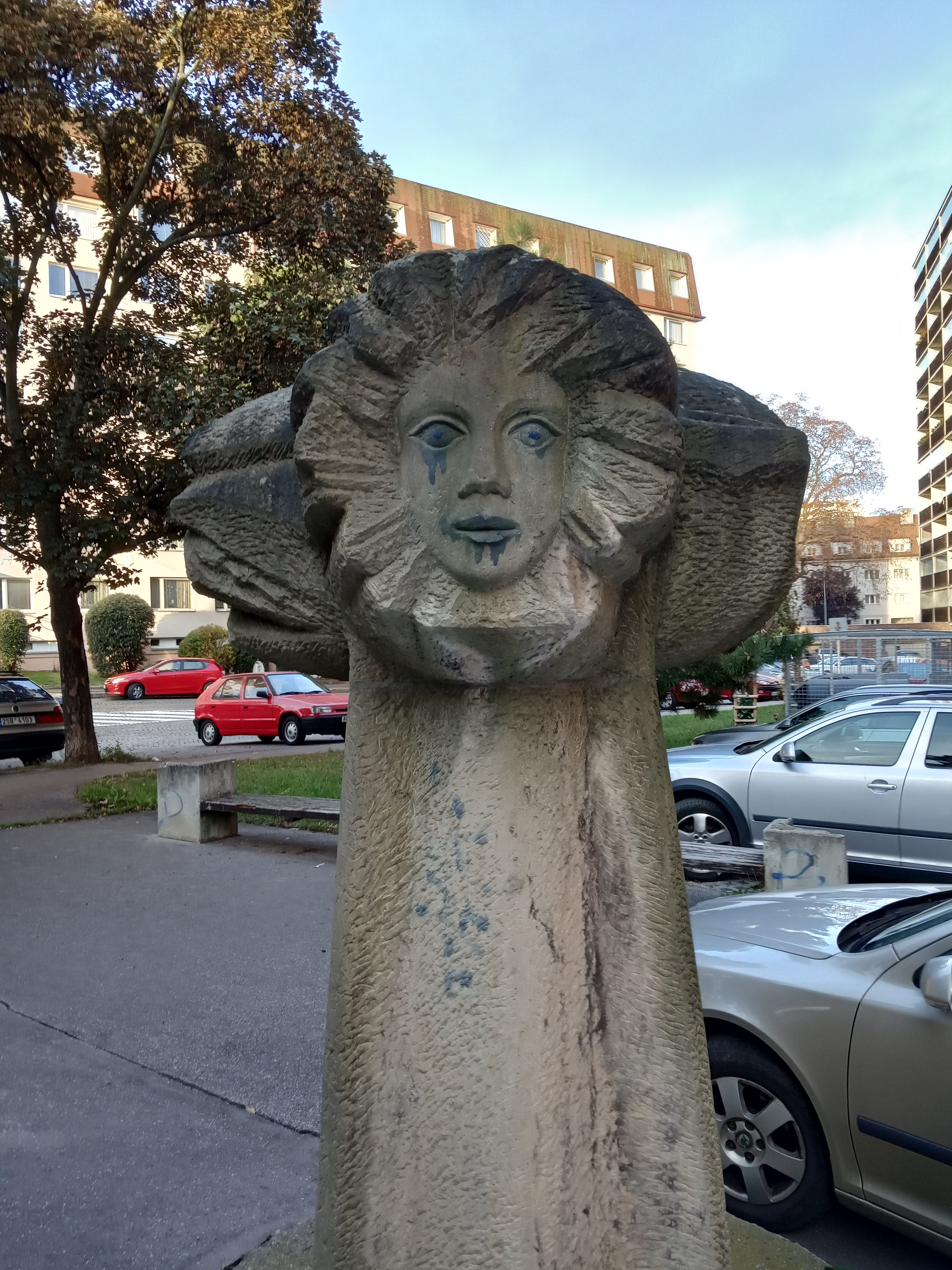
Detail díla
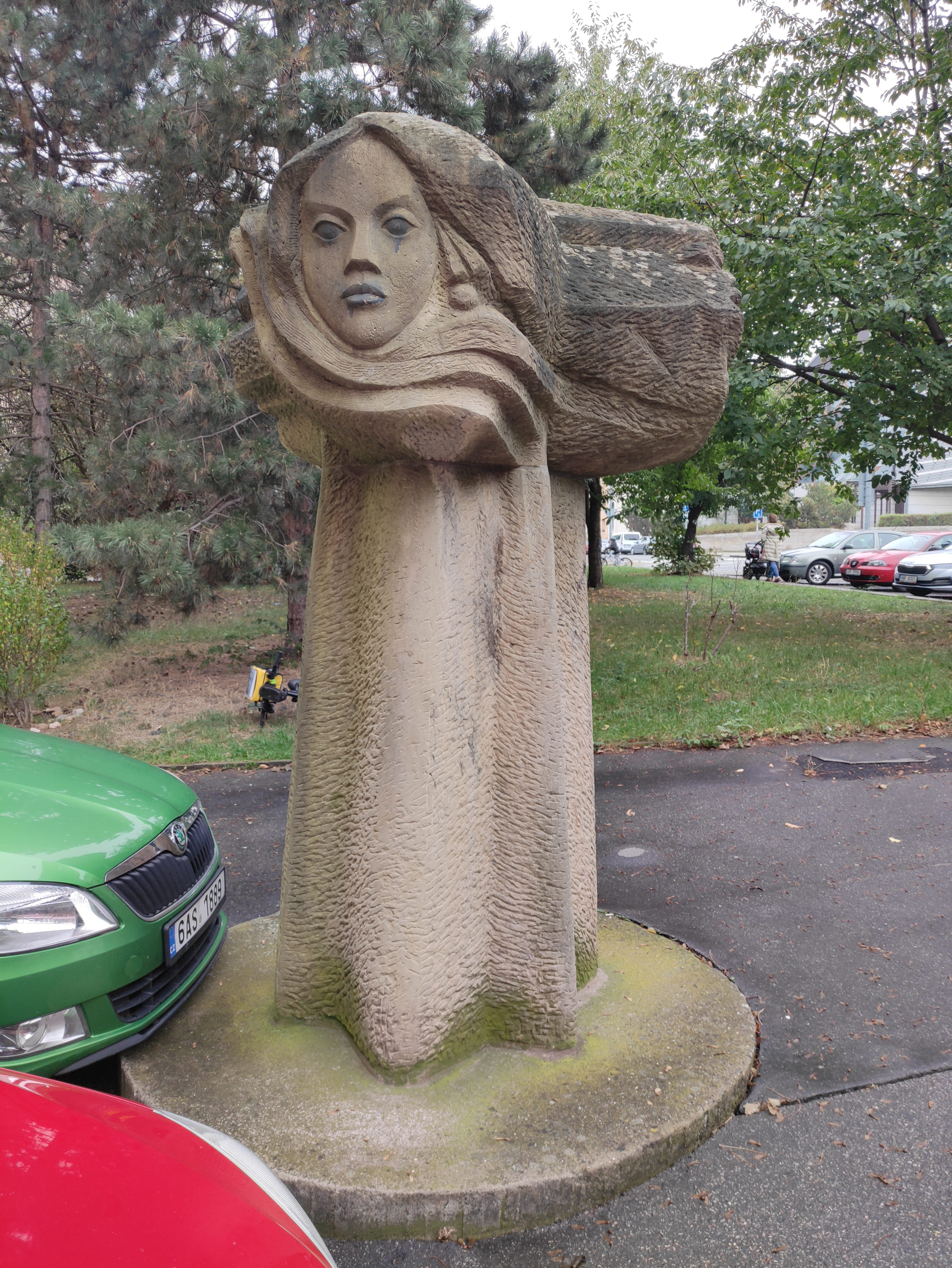
Detail díla